# Loxodroom

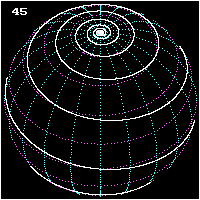
Voorbeeld van een van pool tot pool lopende loxodroom

Een loxodroom is in de navigatie een kromme over het aardoppervlak waarlangs de kompasrichting/koers ten opzichte van het ware noorden constant blijft. De loxodroom snijdt dus onder een vaste hoek de meridianen. 
De naam loxodroom komt van het Griekse λοξός, loxos,  schuin en δρόμος, dromos, weg.
Als je een bepaalde koers aanhoudt volg je een loxodroom. Een dergelijke kromme nadert een pool in een spiraal, en terugwerkend met de tegengestelde koers, ook de andere pool. Bij de koersen 0° en 180° is de loxodroom een meridiaan en loopt dus rechtstreeks van pool tot pool. Bij 90° en 270° is de loxodroom een gesloten kromme: een parallel.
De evenaar is ook een loxodroom en tevens een grootcirkel. De andere loxodromen zijn spiralen, dus geen grootcirkels of delen daarvan. Een vaste koers zoals bij loxodroomnavigatie betekent dus alleen de kortste route als de koers noord of zuid is, of bij de route over de evenaar, dus met de koers oost of west. De loxodroom is dus over het algemeen niet de kortste route tussen twee punten; de kortste route is een grootcirkelboog. 
Dicht bij een pool is een loxodroom bij benadering een logaritmische spiraal en cirkelt dus een oneindig aantal keren rond de pool, maar bereikt deze in een eindige afstand. Op een bol is de lengte van een loxodroom de lengte van de meridiaan gedeeld door de cosinus van de hoek die de loxodroom en een meridiaan met elkaar maken.
Men kan de polen wel of niet tot de kromme rekenen, dat hangt van de parametrisering van een kromme af. Worden de polen tot de kromme gerekend dan zijn het de enige punten zonder de eigenschap dat het punt en de koers samen de hele kromme bepalen. Dat komt omdat er in de polen oneindig veel loxodromen beginnen en eindigen met dezelfde koers.

## Kaartprojecties
Bij de stereografische projectie met een pool als centraal punt is een loxodroom exact een logaritmische spiraal.
Op een kaart die van de mercatorprojectie gebruikmaakt zijn de loxodromen de rechte lijnen, waarbij een lijn die rechts tot de rand komt links verdergaat. De evenaar en twee tegenover elkaar liggende meridianen zijn bij de mercatorprojectie grootcirkels. De overige grootcirkels golven om de evenaar. Een grootcirkel lijkt op een mercatorkaart dus een omweg, terwijl dit de kortste verbinding tussen twee punten op aarde is. De rechte lijnen op de kaart, behalve de evenaar (een grootcirkel) en de meridianen (die halve grootcirkels zijn) zijn dus omwegen.

## Vergelijkingen
De positie op een bol wordt vastgelegd door de coördinaten {\displaystyle \phi } voor de breedtegraad en {\displaystyle \lambda } voor de lengtegraad. Bij een verandering {\displaystyle (\mathrm {d} \lambda ,\mathrm {d} \phi )} hoort de verplaatsing {\displaystyle (R\cos(\phi )\mathrm {d} \lambda ,\ R\mathrm {d} \phi )}, met {\displaystyle R} de straal van de bol. Een koers {\displaystyle \alpha } geeft de vergelijking: {\displaystyle \cos(\phi ){\dfrac {\mathrm {d} \lambda }{\mathrm {d} \phi }}=\tan(\alpha )}. Voor een loxodroom door {\displaystyle (\lambda _{0},\ \phi _{0})} is de oplossing:
{\displaystyle \lambda -\lambda _{0}\ =\ \tan(\alpha )(\operatorname {arcgd} (\phi )-\operatorname {arcgd} (\phi _{0}))}
De functie {\displaystyle \operatorname {arcgd} (\phi )={\rm {gd}}^{-1}(\phi )} is de inverse Gudermannfunctie of hyperbolische amplitude en is verwant aan de vergrotende breedte die in de scheepvaart veel werd gebruikt. Deze is gelijk aan de primitieve functie van de secans en kan op verschillende manieren worden geschreven:
{\displaystyle \operatorname {arcgd} (\phi )\ =\ \int \sec(\phi )d\phi \ =\ \operatorname {arccosh} (\sec \phi )\ =\ \ln \left(\tan \left({{\tfrac {1}{4}}\pi }+{{\tfrac {1}{2}}\phi }\right)\right)}
De loxodroom naar een tweede punt {\displaystyle (\lambda _{1},\ \phi _{1})} kan grafisch op een mercatorkaart worden gevonden of door, met behulp van de vergelijking, de koers {\displaystyle \alpha } te berekenen. Er zijn ook oplossingen mogelijk waarbij de loxodroom de verkeerde kant op loopt of extra rondjes maakt.
De afstand tussen twee punten, gemeten over de loxodroom, is de absolute waarde van de secans van de koers vermenigvuldigd met de noord-zuid afstand, behalve voor de koersen 90° en 270°.

## Websites
- J Alexander. Loxodromes: A Rhumb Way to Go, 11 maart 2014.